# Valcheta
Valcheta es una localidad y municipio cabecera del departamento homónimo en la provincia de Río Negro, Argentina.

## Historia
Es una de las más antiguas localidades de la provincia de Río Negro.
El lugar fue un paradero de los gennakenk antes de la invasión araucana ocurrida en el siglo XIX. El paraje era nombrado como comarca del río Chiquito y así aparece en varios mapas, entre ellos en el planisferio de Félix de Azara. El 5 de octubre de 1833 una avanzada de la División Izquierda de la Campaña de Rosas al Desierto a cargo del Sargento Mayor Leandro Ibáñez, libró batalla con la tribu del cacique Cayupán que se encontraba acampada en las márgenes del arroyo.
En Valcheta fue establecido un campo de internamiento para indígenas capturados tras la Conquista del Desierto. Las autoridades no les daban alimentos, y los prisioneros murieron de hambre.
El origen de la actual población fue la construcción de un fortín llamado de Roa en el año 1883. Desde esa fecha recibió una importante inmigración europea compuesta principalmente por gente oriunda de España e Italia, la localidad fue oficialmente fundada el 19 de junio de 1889.

## Toponimia
El sitio de Valcheta en mapas antiguos aparece también escrito como Balcheta, Balchitas, Valchitas. Sin embargo en el idioma gennakenk no existía la [v] así que la denominación actual puede haberse debido a un error ortográfico en los partes oficiales de fines de siglo XIX.
En cuanto al significado del muy antiguo topónimo Balcheta existen varias versiones: "griterío de gente",  "murmullo de aguas",  "valle angosto", etc.  La versión más digna de crédito es la aportada por el antropólogo Rodolfo Casamiquela: Balcheta como "Arroyo que se colma",  haciendo alusión a los grandes aluviones que, antes de las canalizaciones hechas por lo europeos,  hacían desbordar el arroyo e inundar su valle.

## Población
El censo 2022 arrojó 1.321 viviendas con una población estable de 3.564 habitantes en el municipio.

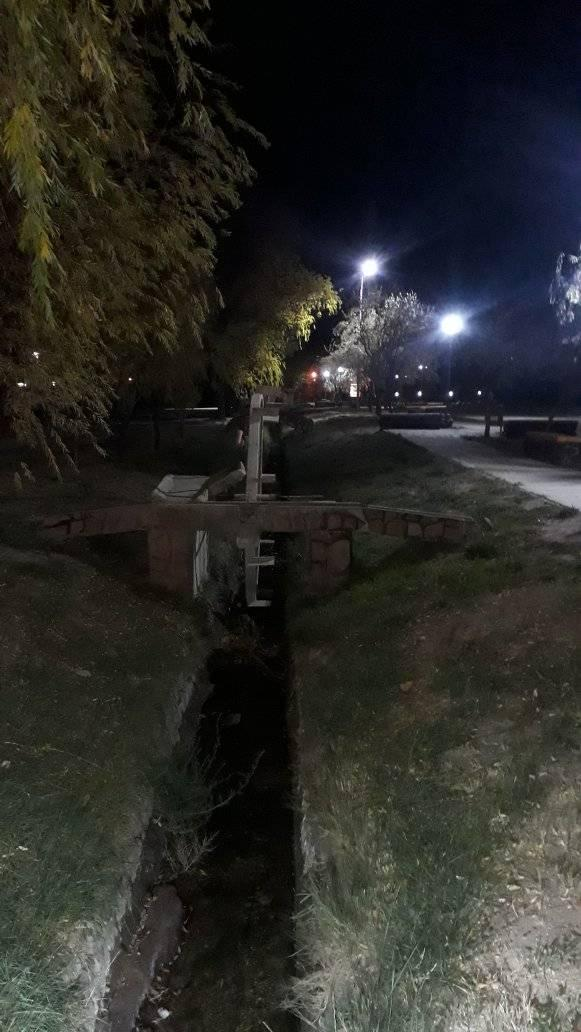
Valcheta - Río Negro

| Gráfica de evolución demográfica de Valcheta entre 1991 y 2022 |
|                                                                |
| Fuente: Censos nacionales del INDEC                            |

## Geografía

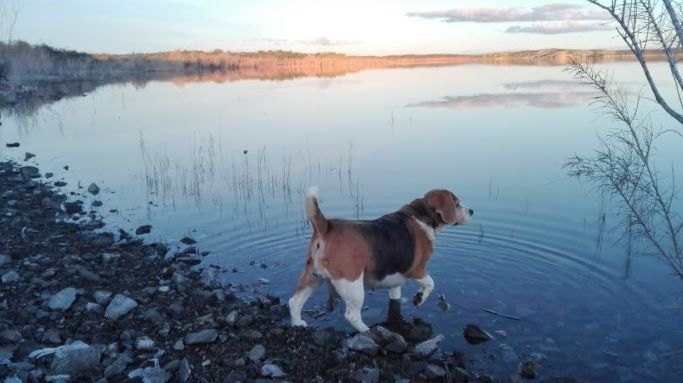
Imagen de espejo de agua ubicado en la zona de Chanquín

Valcheta, en el valle del arroyo homónimo, es un oasis, porque, en medio de la semiárida meseta patagónica, tiene ambientes muy distintos, encontrándose  vegetación boscosa, alamedas, plantaciones frutales y alfalfares que reciben agua dulce procedente del citado arroyo.
Desde la costa patagónica oriental es la primera localidad de importancia, donde aprovechando el agua dulce del arroyo Valcheta, los pobladores logran frutales, bosquecitos, quintas, plazas, patios y huertas con distintas especies vegetales.

## Clima
Es templado-frío con precipitaciones escasas, de unos 200 mm anuales. La temperatura promedio para el mes de enero es de alrededor de 35 °C  mientras que el de julio es de 3 °C.

## Accesos
- Este: (desde Sierra Grande, Puerto Madryn, Trelew, Las Grutas) en la RN 3, se toma la ruta provincial RP 23 y se recorren unos 82 km.
- Oeste: (desde Bariloche, Siete Lagos, Villa la Angostura, El Bolsón) Por la RN 23 se viajan casi 550 km.
- Norte: (desde el Alto Valle, Pomona) por la ruta provincial RP 4.
- Sur: (desde Cona Niyeu) por la ruta provincial secundaria RP 60.

## La ciudad
Entre sus instituciones, en cuanto a la salud, cuenta con un hospital central y una salita de atención primaria.
Y respecto a la educación, existen varias escuelas primarias (N°15 y Nº277), y escuela para adultos que funciona en las instalaciones de la escuela N.º 15, así como un jardín de infantes (hullipichiche), y secundaria (CEM N.º 87 Y CEM N.º 126). Cuenta con tres residencias estudiantiles. Residencia Escolar Primaria, Residencia media masculina y Residencia media femenina.
Tiene la biblioteca Ceferino Namuncura y la iglesia parroquial de Nuestra Señora de Luján.

## Turismo
Pueden realizarse circuitos en el lugar y también viajes hacia la Meseta de Somuncurá, o al cerro Corona, una de las alturas máximas de la región, o al paraje Chipauquil, la naciente del arroyo Valcheta que es hábitat de la mojarra desnuda y la rana de Somuncurá entre otras especies.
Hay un mirador hacia el norte, en la zona de la intersección de las rutas RN23 y RP4.
Arquitectónicamente, existen varias construcciones antiguas: la Antigua Escuela Nº15 (creada en 1905), el edificio del Juzgado de Paz (data del 1 de abril de 1899), y la antigua ubicación de la Comisaría Nº15 (inaugurada en enero de 1889, aunque su ubicación actual también puede ser de interés siendo de 1939).

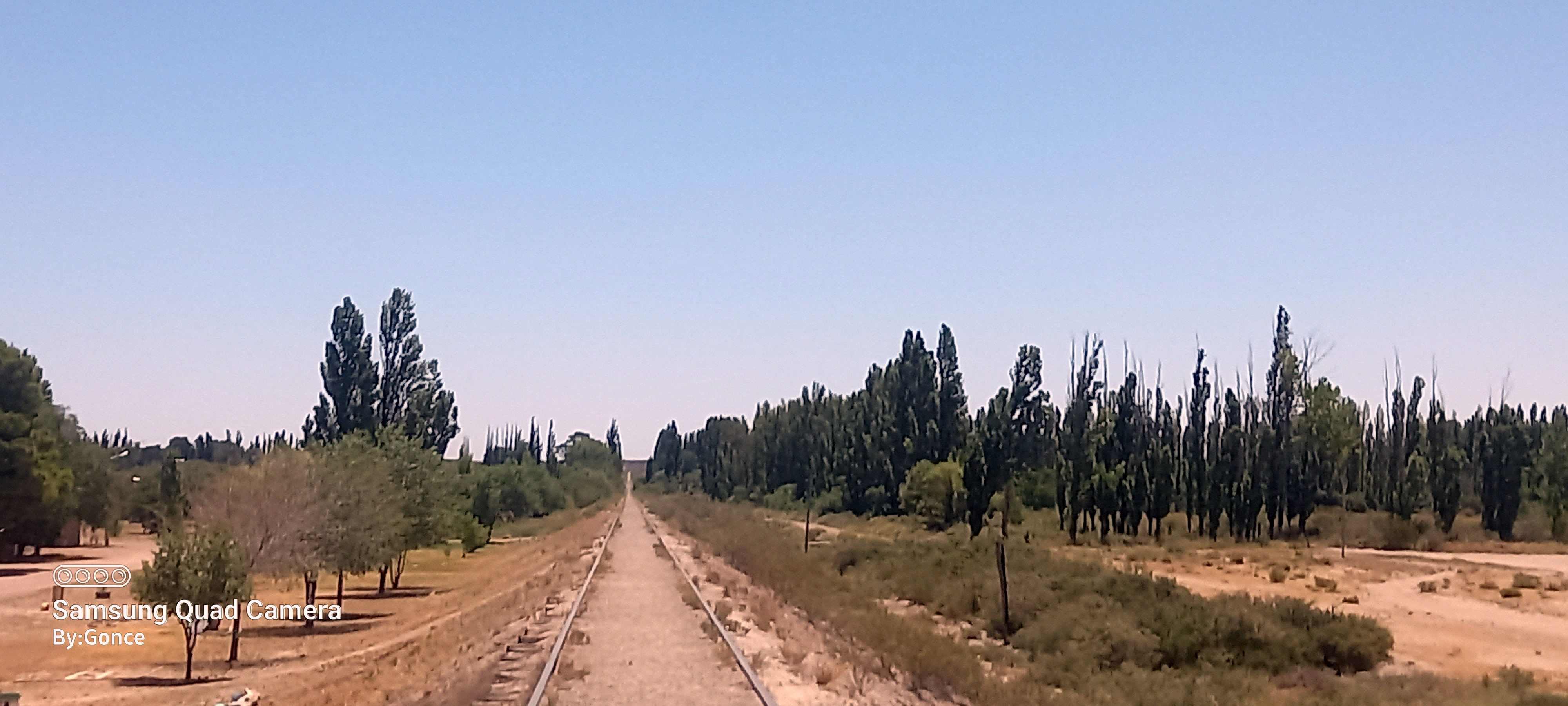
Vías tras pasar la estación rumbo al arroyo Valcheta.

### Fiesta Patronal
- 12 de octubre “Nuestra Señora de Luján”.

### Fiesta Nacional de lamatray las artesanías
Desde 1985 toma carácter nacional, celebrándose el tercer fin de semana del mes de junio, que con sus artesanos y maestras tejedoras testimonian una tradición tallando en maderas sorprendentes esculturas y hermosos tapices tejidos en telares, los mismos utilizados por el pueblo tehuelche. También artesanos del cuero que trenzan lazos y tientos para que las tradiciones vivan y continúen.

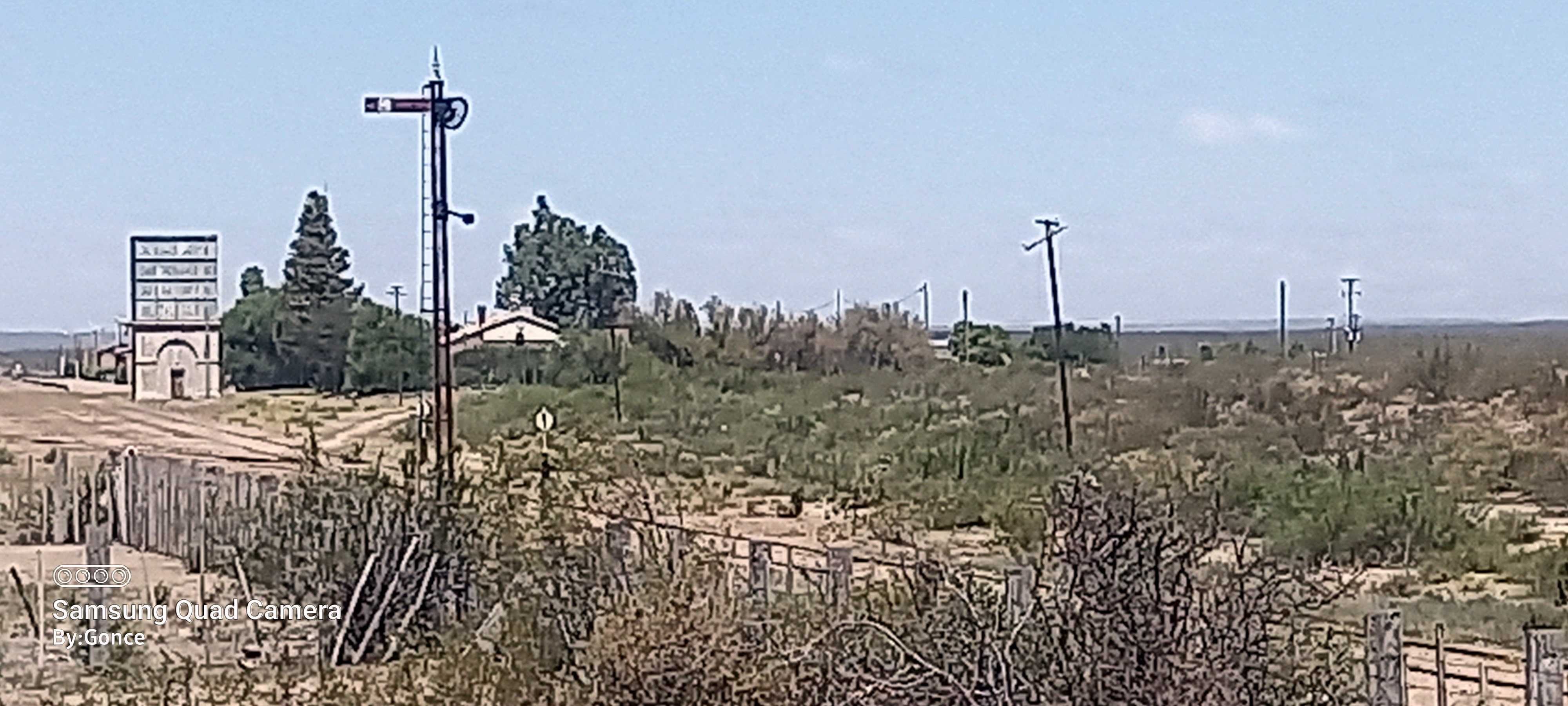
La estación rodeada de instalaciones ferroviarias y un intenso parquizado

### Museo Pcial. M.I.Kopp
El Museo Pcial. "María Inés Kopp", ubicado en la intersección de las calles Gobernador Pagano y Julio A. Roca. Posee piezas paleontológicas  como huesos y huevos de dinosaurios  del período cretácico, turritella, amonites  del jurásico, ostreas, gastrópodos, improntas de insectos, improntas de peces, placas de gliptodonte, dientes de tiburón, etc. 
Entre las piezas paleobotánicas hay troncos petrificados de palmeras e improntas de hojas.
Dentro de la sección lítica, flechas, hachas de piedra, cráneos y todo lo relacionado con el tehuelche y el araucano, haciendo presente la impronta de los primeros pobladores de la región.

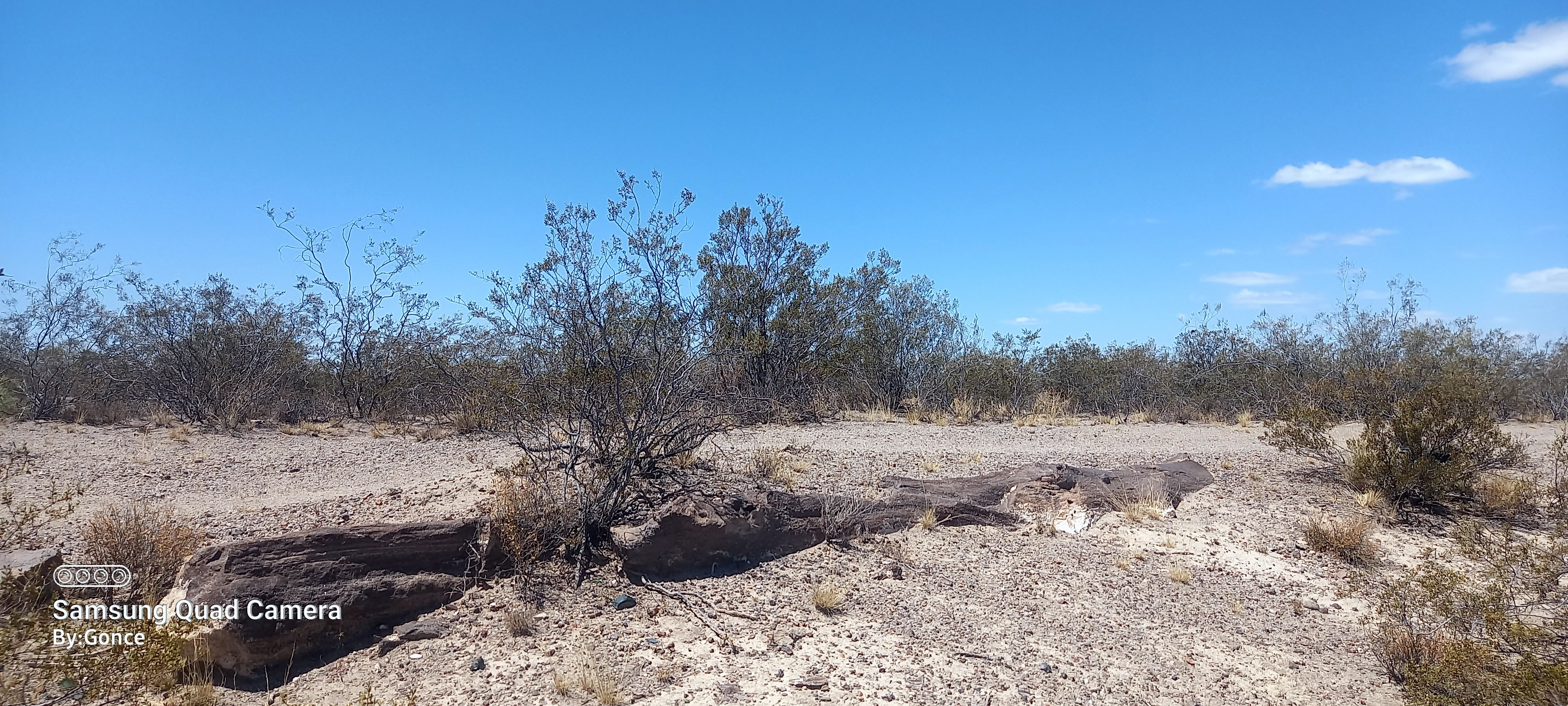
Gran tronco petrificado en inmediaciones de la estación Valcheta

### Bosque petrificado
Al sureste de la ciudad se encuentra una zona con algunos ejemplares de árboles petrificados.

## Parroquias de la Iglesia católica en Valcheta
| Diócesis  | Viedma                  |
| --------- | ----------------------- |
| Parroquia | Nuestra Señora de Luján |